# Ляденский монастырь
Монастырь в честь Благовещения Пресвятой Богородицы в деревне Малые Ляды — мужской монастырь Борисовской епархии Белорусского экзархата Русской православной церкви. Расположен примерно в 43 км от Минска и в 7 км от районного центра Смиловичи (Минская область, Смолевичский район, деревня Малые Ляды, Центральная улица, 4А). Основан в первой половине XVIII века как базилианский (униатский), в первой половине XIX века освящён как православный.

## История

### Основание
По преданию селянину по имени Кирик явилась Богородица и указала место возведения православного храма, который был построен из дерева ляданским и окрестным населением. 
В начале XVIII века жена минского воеводы Завиши Тересса Тышкевич, страдавшая тяжкой болезнью и получившая исцеление от чудотворной Жировицкой иконы Божией Матери (см. Жировицкий монастырь), в знак благодарности пожертвовала в ляданскую церковь список этой иконы. Разросшаяся молва о новых чудесах, совершавшихся перед ней, и усиливающееся почитание ляданского списка Жировицкой иконы Божией Матери побудили благочестивое семейство Завишей построить вместо обветшавшей новую деревянную церковь и основать при ней монастырь для базилиан. На содержание монастыря в 1732 году Тересса Завиша (Тышкевич) завещала ему деревни Слободку и Гриву, а также 4 000 польских злотых и право бесплатного перемола хлеба на смиловичской мельнице для монастырских нужд.
В 1737 году Маршал Великого княжества Литовского граф Завиша, по случаю болезни своей жены Марцибеллы Огинской, дал обет построить в Лядах каменные церковь и монастырский корпус, но это обещание не осуществилось, а сама М. Огинская после своего выздоровления с 1746 по 1756 год пожертвовала монастырю в общей сложности 14 000 польских злотых. По ходатайству и содействию рода Завишей, в Лядах были учреждены ярмарки в дни Благовещения Пресвятой Богородицы и Рождества Иоанна Предтечи, что значительно увеличило монастырские доходы. В 1760 году помещик Юрий Ильич пожертвовал монастырю 15 000, а в 1780 году польский инстигатор (см. Референдарские суды) Антоний Боржевский — 2 550 рублей.
К концу XVIII века Ляданский монастырь владел угодьями и капиталом, обеспечивающими ему нормальное существование и возможность начать новое строительство. На монастырские средства и пожертвования тех же Завишей в 1794 году при настоятеле иеромонахе Иулиане Шуйском была построена каменная церковь, а каменный монастырский корпус возводился с 1811 года и приобрел нынешний вид к 1850 году при настоятеле архимандрите Иоасафе.
В начале XIX века при монастыре была основана обширная богадельня, а в 1809 году по инициативе настоятеля иеромонаха Мелетия Сержбутовского открыто и им же возглавлено четырёхклассное духовно-светское училище с правами уездного, в котором воспитывались и обучались дети духовенства, дворянского и других сословий.

### Российская империя
В 1830-е годы, после поражения Польского восстания, возникла угроза упразднения Ляденского униатского монастыря. Коренные изменения в монастырском укладе произошли к 1837 году: был установлен чин совершения церковного богослужения по уставу Православной Церкви, приняты служебники и другая духовная литература московских изданий, из храма удалены боковые алтари при колоннах, орган, лавки и тому подобное. При этом превращение Ляданского монастыря в православный прошло без духовных неурядиц и социальных потрясений, в чём немалая заслуга тогдашнего его настоятеля иеромонаха Пия Маевского. Монастырь стал православным в 1842 году, и был приписан к 3-му классу монастырей.
В 1838 году училище при монастыре было преобразовано в духовное уездное и подчинено Священному Синоду, а в 1848 году передано в ведение Минского Свято-Богоявленского монастыря.
В 1878 году по благословению минского епископа Евгения монастырская церковь была существенно обновлена: заменены купол и крыша, увеличен иконостас, произведена роспись. Работы завершились к 20 августа 1878 года, в этот же день храм был освящен. В 1900 году был произведен его первый и последний капитальный ремонт.
По штату Ляденскому монастырю полагалось 13 человек: настоятель, 5 иеромонахов, 2 иеродиакона и 5 послушников. Со времени основания монастыря в 1837 году по 1856 год им непосредственно управляли вышеупомянутые настоятели иеромонахи Иулиан Шумский, Мелетий Сержбутовский и Пий Маевский, архимандрит Иоасаф. С 1856 года монастырь поступил в ведение ректоров Минской духовной семинарии, которые управляли им через казначеев или экономов. В 1874 году ректор Минской духовной семинарии архимандрит Ианнуарий передал дела управления монастырем его новому настоятелю — игумену Адриану, после смерти которого в 1876 году настоятелем стал игумен Всеволод. В последующие годы монастырем управляли только настоятели.
Богослужения в Ляденском монастыре совершались седмичным порядком, со всей строгостью монастырского устава и в определенное время: утреннее а равно в праздники всенощное бдение во весь год — в 6 часов утра, литургия в будние дни в 9 часов, а в праздничные в 10 часов дня. По субботам во весь год, за исключением Пасхальной недели и двух недель Рождества Христова, самим настоятелем совершались заупокойная литургия и панихида с поминанием знаменитых иерархов церкви, бывших настоятелей монастыря, братии и всех от века почивших православных христиан. В праздничные дни до литургии настоятелем в сослужении двух или четырёх иеромонахов читался акафист перед местночтимой иконой Божьей Матери. При засухах, падеже скота, эпидемиях и других бедствиях совершались молебны и крестные ходы. Наиболее торжественными событиями в монастыре были праздники в честь Рождества Иоанна Предтечи, святых апостолов Петра и Павла. На праздники и богослужения собиралось много местных прихожан и приезжего народа.
В конце XIX века при монастыре находилась школа причта.

### СССР
В начале 1920-х годов Ляденский монастырь был закрыт с выселением монашествующих: одни разошлись по квартирам, другие разъехались в разные места. Церковь продолжала действовать как приходская. Однако в 1939 году и её закрыли. Сняли колокол и иконы, но, как гласит предание, чудотворный образ Божьей Матери никто снять не отважился. Наконец нашёлся один житель деревни, который попытался это сделать. Он долго не мог отделить образ от стены и ударил по иконе ногой. Вскоре у него якобы сильно заболела и стала загнивать нога, от боли он не находил себе покоя, впал в уныние и отчаяние. Ему посоветовали пойти в храм и покаяться перед иконой, но этому не суждено было произойти. Не выдержав душевных терзаний, он будто бы утопился в реке.
После закрытия церкви в её помещении предполагалось разместить спиртозавод, но директор завода отказался от этого, и тогда монастырский корпус заняла школа.
В первые годы Великой Отечественной войны храм был вновь открыт оккупационными германскими властями. 2 июня 1942 года в монастырь был доставлен митрополит Пантелеимон со своим келейником Иулианом. Во время служения в Лядах им созывался собор, который был распущен оккупационными властями, а сам митрополит Пантелеймон перевезен в Вилейку. Однако в монастыре продолжались богослужения.
По окончании войны директор школы, расположившейся в монастырском корпусе, ходатайствовала о закрытии церкви, мотивируя свою инициативу тем, что совершаемые в храме богослужения отрицательно влияют на детей и мешают им хорошо учиться. В 1960 году храм был закрыт, главная его святыня — Жировицкая икона Божией Матери — исчезла. С храма сорвали купол, а здание превратили в склад. Долгие годы храм стоял без присмотра, не ремонтировался и находился в весьма запущенном состоянии: с прогнившей кровлей и проваливающимся полом, уничтоженной росписью и отваливающейся штукатуркой, выломанными окнами и дверями.

### Республика Беларусь
В 1992 году произошло официальное открытие приходской церкви в деревне Большие Ляды. Через два года решением Синода Белорусской Православной Церкви был возобновлен Свято-Благовещенский ставропигиальный мужской монастырь, первым настоятелем которого стал архимандрит Софроний (Ющук), ныне епископ Могилевский и Мстиславский.

## Настоятели и наместники
- Иулиан (Шуйский), иером.
- Мелетий (Сержбутовский), иером.
- Пий (Маевский), иером.
- Иоасаф (? −1856), архим.

с 1856 по 1874 — находился в ведение ректоров Минской духовной семинарии, которые управляли им через казначеев или экономов

Адриан (1874—1876), игум.
- Всеволод (Стоянович Василий) (17.03.1876 — ?), игум.
- Иннокентий (Борзаковский Иоанн Михайлович) (? - 15.08.1890), игумен
- Петр (15.08.1890 - † 05.01.1891), игумен
- Софроний (Ющук) (19 июля 1994—2000), архим.
- Афанасий (Ванкевич) (2000 — 20 декабря 2007) игум.
- Патапий (Пронин) (20 декабря 2007 — 1 июля 2009) в/у, иером.
- Вениамин (Тупеко) (1 июля 2009—13 июля 2015), епископ.
- Лавр (Будич) (13 июля 2015 – по настоящее время), иером.